# Преградна (станиця)
Преградна (абаз. Преградная) - станиця, адміністративний центр Урупського району Карачаєво-Черкесії (Росія).
Також адміністративний центр Преградненського сільського поселення.

## Географія
Станиця розташована за 80 км на північний захід від Черкеська (110 км по дорозі), на річці Уруп. За 3 км на південь від центру станиці розташоване селище міського типу Мідногорськ.

## Історія
Станиця заснована в 1860 році. Входила в Баталпашинський відділ Кубанської області.
Станицю Преградна зводив Урупський загін у складі трьох сотень 5-й Ставропольської бригади Кавказького лінійного козачого війська, резервних батальйонів Кримського і Севастопольського піхотних полків, двох гарматах Кінно-артилерійської козачої № 14 батареї, двох гарматах № 4 батареї 19-ї артилерійської бригади і 300 козаків-переселенців, з них 125 сімей за жеребом з старолінейних станиць Кавказького лінійного козачого війська, 177 нижніх чинів Кавказької армії.
Зведення станиці почалося в 20-х числах квітня 1860 року і до кінця року в основному було закінчено. 
Народонаселення:
- На 1861 - 624 чоловіків, 459 жінок, дворів 275;
- На 1891 - 989 чоловіків, 976 жінок, іногородніх 108, дворів 370;
- На 1915 - 1802 чоловіків, 1826 жінок, іногородніх 620, дворів 700.

## Населення
Чисельність населення станиці - 7466 осіб (2010) .
Національний склад (2002) :
- Росіяни - 4528 чол. (69%),
- Карачаївці - 1817 чол. (27,7%),
- Українці - 36 чол. (0,5%),
- Інші національності - 185 чол. (2,8%).